# Occidryas edithana
Occidryas edithana är en fjärilsart som beskrevs av Embrik Strand 1914. Occidryas edithana ingår i släktet Occidryas och familjen praktfjärilar. Inga underarter finns listade i Catalogue of Life.